# São Caetano do Sul
São Caetano do Sul − miasto w południowo-wschodniej Brazylii (stan São Paulo), w regionie metropolitalnym São Paulo.
Liczba mieszkańców w 2020 roku wynosiła 161 957.
W mieście rozwinął się przemysł samochodowy, chemiczny, włókienniczy oraz hutniczy.
W mieście ma siedzibę klub piłkarski AD São Caetano.